# Amblyceps tenuispinis
Amblyceps tenuispinis är en fiskart som beskrevs av Blyth, 1860. Amblyceps tenuispinis ingår i släktet Amblyceps och familjen Amblycipitidae. IUCN kategoriserar arten globalt som otillräckligt studerad. Inga underarter finns listade i Catalogue of Life.